# Мубах
Муба́х (араб. مباح‎ —  дозволенное‎), синоним слов ибаха, халяль, джа’из и мутлак (араб. مطلق‎ —  неограниченное‎) — в шариате, часть дозволенных действий, совершение которых не предписывается, но и не запрещается. Мубах, совершённый с хорошими намерениями, становится богоугодным поступком (халяль), а с плохими — греховным. Одно из пяти шариатских предписаний. Примерами действий-мубах являются приём пищи, питьё и сон.

## Определение
Мубах представляет собой категорию поступков и действий, которые шариат рассматривает как нейтральные, необходимые и не нуждающиеся сами по себе ни в какой оценке. Вопрос о мубахе трактуется разделом исламского права (фикха) ахкам. В зависимости от той или иной правовой школы (мазхаба) одни и те же поступки могут включаться в категорию мубах или выводиться из неё. Актуальность проблематики мубаха в современном мусульманском обществе связана с восприятием или отторжением новых явлений в общественной жизни и в быту. Дискуссии по поводу вопросов, связанных с артистической и художественной деятельностью, особенно с живописью и музыкой, в исламском обществе идут давно. Помимо этого, очень сложным является установление категории «предметов роскоши»; импортных товаров, в производстве которых использованы запрещённые продукты (свинина и т. д.); европейской манеры одеваться; способов времяпрепровождения и т. д. Для решения вопросов мубаха большое значение имеет привлечение рационалистических источников исламского права (истихсан, истислах и др.).